# Петер Герінг
Петер Герінг (нім. Peter Göring; 28 грудня 1940, Дрезден — 23 травня 1962, Берлін) був військовослужбовцем прикордонних військ НДР у Східному Берліні. Відомий тим, що загинув у перестрілці з західноберлінською поліцією, коли разом з кількома прикордонниками намагався за допомогою вогню на враження зупинити 14-річного хлопця, що тікав до Західного Берліну. Пропаганда НДР зображувала Герінга як невинну жертву вбивства та шанувала його як героя.

## Обставини загибелі

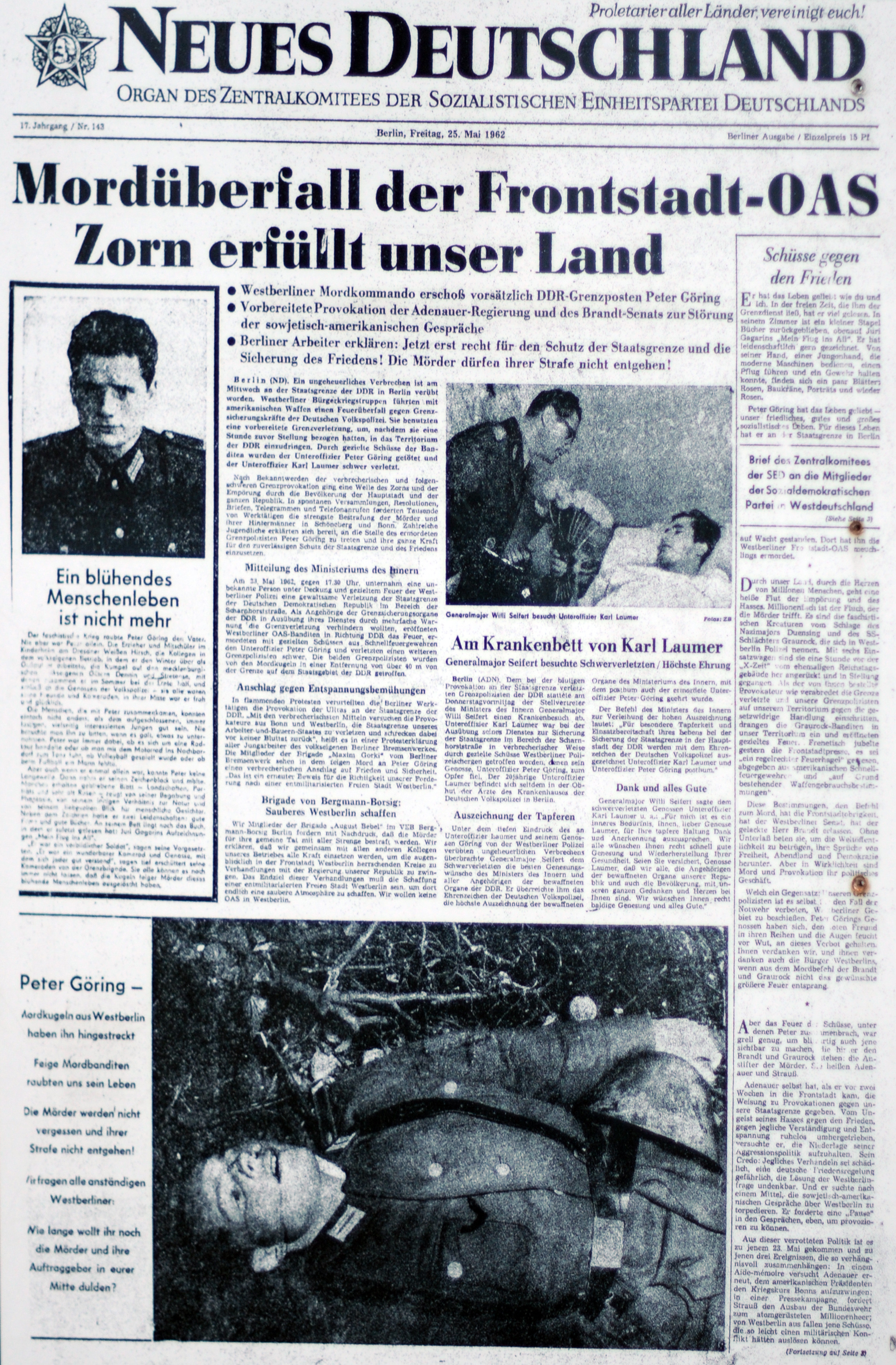
Великоформатне пропагандистське фото на першій сторінці газети Neues Deutschland, Соцпартії Німеччини, з нагоди смерті Петера Герінга: «Жахливий напад OAS, на прикордонників міста». Труп Герінга, що лежав долілиць, спеціально для фото перевернули.

У 1960 році Герінг у віці 19 років вступив до лав прикордонної поліції, яка була частиною народної поліції. Після завершення будівництва Берлінського муру цей підрозділ було перепідпорядковано до прикордонних військ.
23 травня 1962 року Герінг та його командир наряду чергували поблизу цвинтаря Інваліденфрідгоф на судноплавному каналі Берлін-Шпандау, протилежним берегом якого проходив кордон.
Близько 17:35 вони помітили, як Вільфрід Тевз (нім. Wilfried Tews), 14-річний школяр з Ерфурта, намагається дістатися Західного Берліна. Він вже подолав обидві стіни між цвинтарем та каналом і плив через канал, ширина якого у цьому місці становить близько 22 м.
Він був у полі зору двох патрулів: з посту на сторожовій вежі приблизно за 200 метрів та з посту на мосту Сандкругбрюке приблизно за 300 метрів. Після попереджувальних пострілів прикордонники відкрили вогонь на ураження.
Після перших пострілів хлопець перестав рухатися, і його несло водою в напрямку західного берега, але його знову обстріляли, оскільки прикордонники не змогли визначити, мертвий він чи прикидається. Розсекречені військові та судові документи НДР свідчать, що Герінг, попри чіткий наказ командира, залишив свою сторожову вежу, щоб зайняти більш зручну вогневу позицію, а потім двічі порушив чинні правила щодо поводження з вогнепальною зброєю — застосував її проти дитини та відкрив вогонь у напрямку Західного Берліну. Герінг був найближче до втікача та знаходився на березі на тому ж рівні, що й він, між двома стінами. Він зробив з автомата 44 постріли з загальної кількості щонайменше 121 пострілів, здійснених прикордонниками НДР по Тевзу.
Тевз дістався сходів у вертикальній стіні каналу. Другий обстріл уразив територію Західного Берліну та поставив під загрозу патруль західноберлінської поліції, який намагався витягнути втікача з води. Західноберлінські поліціянти відкрили вогонь у відповідь. В Герінга, який знаходився прямо навпроти них, влучили три кулі: дві спереду (у правий вказівний палець і ліве плече), і третя ззаду в область лівої нирки. Третє поранення стало смертельним, і Герінг помер на місці. Судово-медичне розслідування у Східному Берліні показало, що смертельне поранення було спричинене випадковою кулею, яка відскочила від однієї зі стін. Ще один прикордонник отримав кульове поранення стегна. Тевза, в якого влучили вісім разів, врятували на сходах поліцейські Західного Берліна, і він вижив, хоча через важкі травми залишився інвалідом.

## Пропаганда НДР

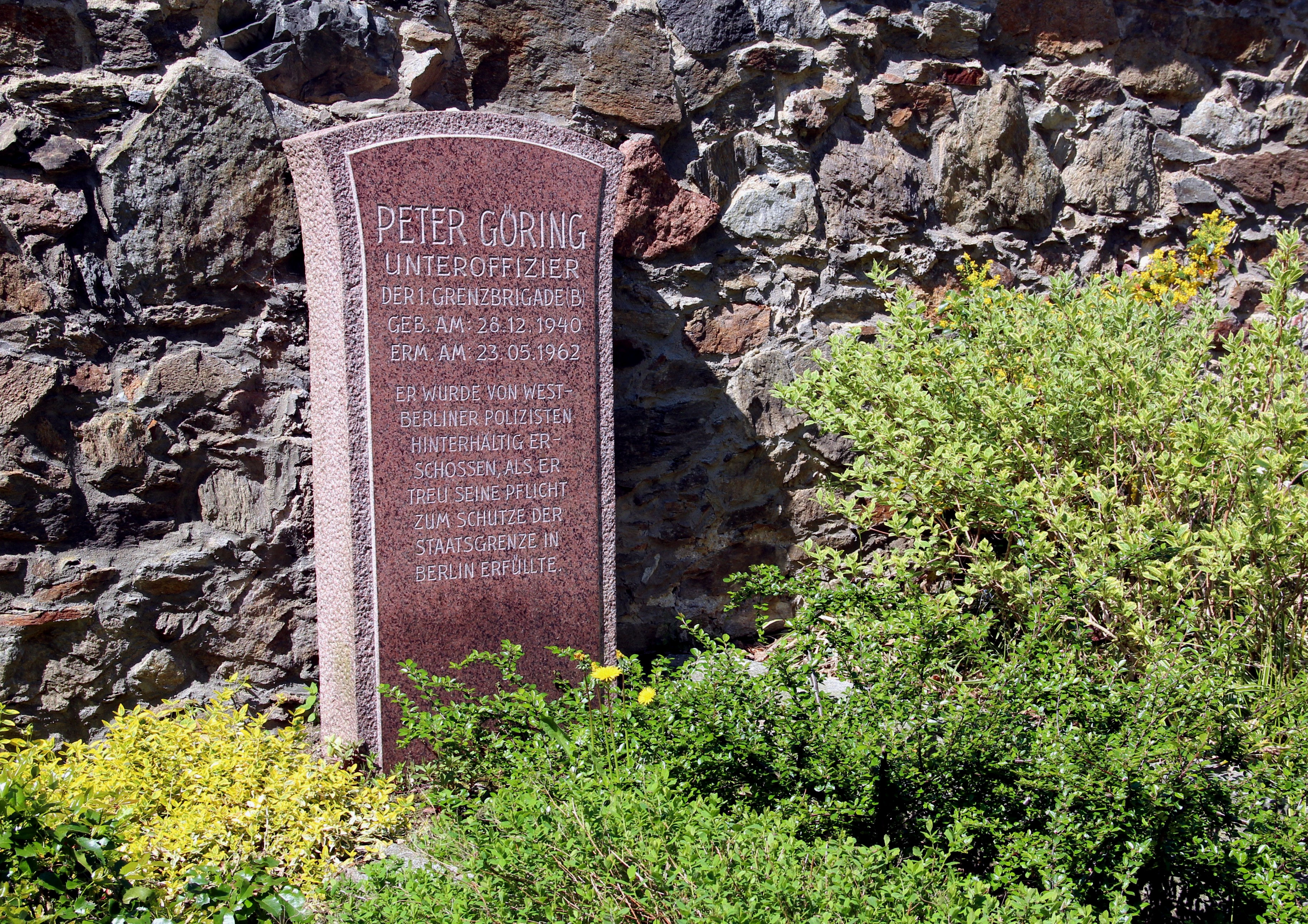
Могила Петера Герінга у Гласгютте (Саксонія). Напис на надгробку стверджує, що «унтер-офіцера […] підступно застрелили поліцейські Західного Берліна під час сумлінного виконання свого обов'язку з охорони державного кордону». Фото 2024 року

Герінг був першим прикордонником НДР, який загинув біля Берлінського муру від вогню поліції Західного Берліна. Пропаганда НДР кваліфікувала його смерть як вбивство, додавши вигадану причетність до цього інциденту французької терористичної організації Organisation de l'armée secrète. Герінга посмертно підвищили до унтерофіцера і прославляли як героя. На його честь було встановлено бронзову меморіальну дошку, яку демонтували після 1993 року. У НДР його іменем було названо школи, вулиці, велосипедну секцію футбольного клубу «Динамо Франкфурт (Одер)» та піонерські групи, а також військовий навчальний центр Міністерства вищої та технічної освіти НДР у Зелінгштедті. Могила Герінга на кладовищі в Гласгютте була місцем урочистих церемоній. На героїзоване зображення обставин його загибелі натякає пісня «Jung sind die Linden» ансамблю Еріха Вайнерта 1966 року.

## Справа Петера Герінга після возз'єднання Німеччини
Через дванадцять років після возз'єднання Німеччини, з 28 травня по 14 червня 2002 року, трьох колишніх причетних до цього інциденту прикордонників судили у Берлінському регіональному суді за замах на вбивство без обтяжуючих обставин (Totschlag). Суд виправдав підсудних, оскільки не вдалося довести, що вони мали намір убити Тевза і що вони зробили саме ті постріли, які влучили в нього. Далі було встановлено, що з великою ймовірністю, всі ці кулі були випущені саме Герінгом.
Бранденбурзьке місто Штраусберг, де розташовувалося Міністерство національної оборони НДР, вшанувало Петера Герінга, назвавши на його честь вулицю. Неодноразові запити на перейменування вулиці зазнали невдачі, не отримавши більшості голосів.